# Cros (Puy-de-Dôme)
Cros é uma comuna francesa na região administrativa de Auvérnia-Ródano-Alpes, no departamento Puy-de-Dôme. Estende-se por uma área de 19,1 km². Em 2010 a comuna tinha 172 habitantes (densidade: 9 hab./km²).